# Kreis Osterode in Ostpreußen

Der Kreis Osterode in Ostpreußen in den Grenzen von 1818 bis 1945

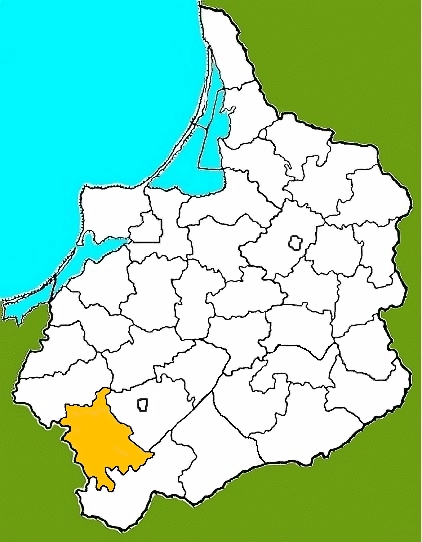
Lage des Kreises in Ostpreußen

Der Kreis Osterode in Ostpreußen (amtlich zuletzt Landkreis Osterode i. Ostpr.) war ein preußischer Kreis im Südwesten der Provinz Ostpreußen. Er bestand von 1818 bis 1945 und gehörte zunächst zum Regierungsbezirk Königsberg, später zum Regierungsbezirk Allenstein. Sitz der Kreisverwaltung war Osterode i. Ostpr., weitere Städte waren Gilgenburg, Hohenstein und Liebemühl.

## Geographie
Das Landschaftsbild des Kreises Osterode wurde durch die Eylauer Seenplatte im Norden und durch den Südteil des preußischen Oberlandes geprägt, das im Kreisgebiet mit der Kernsdorfer Höhe mit 313 Metern seine höchste Erhebung aufwies. Weite Teile der Region sind bewaldet. Zu den größten Seen gehörten der Drewenz- und der Schillingsee bei der Kreisstadt Osterode und der Damerausee bei Gilgenburg. Der Fluss Passarge bildete einen großen Teil der Ostgrenze des Kreises, als weiterer Flusslauf kam die Drewenz mit ihren drei Armen hinzu. Bei der Stadt Osterode hat der Oberländische Kanal, der bis nach Elbing führt, seinen Anfang.
Durch den Kreis führten die Reichsstraßen 127 (Graudenz–Allenstein) und 130 (Danzig–Allenstein). Der Eisenbahnverkehr verlief über die Strecken Deutsch Eylau–Osterode–Allenstein, Elbing–Osterode und Allenstein–Hohenstein–Neidenburg. Bis zum Ende des 19. Jahrhunderts war auch der Oberländische Kanal ein wichtiger Verkehrsweg. Das Wirtschaftsleben wurde überwiegend durch die Land- und Forstwirtschaft bestimmt. Die Industrie war nur marginal in den Städten mit Maschinenbau, Holzverarbeitung und Webereien vertreten.
Zum Kreisgebiet gehörte auch Tannenberg, das durch die Schlachten zwischen dem Deutschen Orden und Polen (1410) und zwischen Deutschland und Russland (1914) in die Geschichte einging.
Im Jahr 1939 hatte der Kreis 75.879 Einwohner und eine Flächengröße von 1551 km². Er war damit nach Einwohnern der zweitgrößte und nach seiner Fläche der drittgrößte Kreis in Ostpreußen.

## Geschichte

### Vorgeschichte
Das Gebiet des Kreises Osterode lag zu großen Teilen im Bereich der historischen Landschaft Sassen. Während die nördlich gelegene prussische Landschaft Pomesanien bereits im ersten Viertel des 13. Jahrhunderts vom Deutschen Orden erobert und besiedelt wurde, errichteten die Kreuzritter im nahezu unbewohnten, mit Urwald bedeckten Sassenland erst hundert Jahre später die ersten Burgen, von denen aus die Besiedlung mit Einwanderern vorwiegend aus dem mitteldeutschen Raum vorangetrieben wurde. Nachdem mit Gilgenburg (1326) und Osterode (1329) die ersten Städte begründet waren, richtete der Orden zur Verwaltung der Region die Komturei Osterode ein.
Nach der 1525 erfolgten Säkularisation des Ordensstaates und Umwandlung in das Herzogtum Preußen wurden die Komtureien in Hauptämter umgewandelt und größeren Kreisen unterstellt. Das nunmehrige Hauptamt Osterode wurde in den Oberländischen Kreis eingegliedert.
Nach einer Kreisreform im Jahre 1752 wurde der Oberländischen Kreis in mehrere landrätliche Kreise aufgeteilt und das Hauptamt Osterode dem damaligen Kreis Mohrungen zugeordnet.

### Kreisgründung 1818
Im Rahmen der preußischen Verwaltungsreformen ergab sich mit der „Verordnung wegen verbesserter Einrichtung der Provinzialbehörden“ vom 30. April 1815 die Notwendigkeit einer umfassenden Kreisreform in ganz Ostpreußen, da sich die 1752 eingerichteten Kreise als unzweckmäßig und zu groß erwiesen hatten. Zum 1. Februar 1818 wurde der Kreis Osterode geschaffen. Zum ersten Landrat wurde Wilhelm Leopold Köhn von Jaski berufen. Der neue Kreis umfasste im Wesentlichen den Südteil des alten Kreises Mohrungen mit den Kirchspielen Geierswalde, Gilgenburg und Heeselicht, Hohenstein, Kraplau, Liebemühl, Locken mit Langgut, Manchengut, Marwalde und Döhlau, Mühlen mit Tannenberg und Frögenau, Osterode mit Arnau, Rauschken, Schmückwalde mit Peterswalde und Leip, Seelesen mit Waplitz sowie Wittigwalde und Osterwein.
Seitdem es mit Osterode am Harz seit 1867 ein weiteres Osterode in Preußen gab, wurde der Kreis als Kreis Osterode in Ostpreußen bezeichnet.
Zum 1. November 1905 kam der Kreis Osterode in Ostpreußen zum neugebildeten Regierungsbezirk Allenstein.

### Weimarer Republik
Aufgrund der Bestimmungen des Versailler Vertrags von 1919 fand im Kreis eine Volksabstimmung über die Zugehörigkeit zum Deutschen Reich oder zu Polen statt. Am 11. Juli 1920 entschied sich die (1910) zu knapp 38 Prozent polnischsprachige Bevölkerung des Kreises mit 46.385 Stimmen (97,8 Prozent der abgegebenen Stimmen) für einen Verbleib in Ostpreußen, für einen Anschluss an Polen stimmten 1.043 Wahlberechtigte (2,19 Prozent).
Durch den Versailler Vertrag mussten weite Teile von Westpreußen einschließlich der direkten Nachbarkreise Rosenberg und Löbau zum Zweck der Einrichtung des Polnischen Korridors an Polen abgetreten werden. Dadurch war der Kreis Osterode in Ostpreußen ab 1920 Grenzkreis zum Polnischen Korridor. Am 15. August 1920 wurden die drei Grenzorte Klein Lobenstein, Klein Nappern und Groschken, in denen die Volksabstimmung eine Mehrheit für Polen ergeben hatte, an Polen abgetreten.
Zum 30. September 1928 fand im Kreis Osterode in Ostpreußen entsprechend der Entwicklung im übrigen Freistaat Preußen eine Gebietsreform statt, bei der mit Ausnahme von zwei Forstbezirken alle Gutsbezirke aufgelöst und den benachbarten Landgemeinden zugeteilt wurden.

### Entwicklung bis nach dem Ende des Zweiten Weltkriegs
Ende Januar 1945 eroberte die Roten Armee das Kreisgebiet und unterstellte es im März 1945 der Verwaltung der Volksrepublik Polen. Diese unterzog in der Folgezeit die vorgefundenen Einwohner einer „Verifizierung“, was für deren überwiegenden Teil die Vertreibung zur Folge hatte.

## Einwohnerentwicklung
| Jahr | Einwohner | Quelle |
| ---- | --------- | ------ |
| 1818 | 27.135    | [ 7 ]  |
| 1846 | 44.511    | [ 8 ]  |
| 1871 | 63.358    | [ 9 ]  |
| 1890 | 69.487    | [ 10 ] |
| 1900 | 71.856    | [ 10 ] |
| 1910 | 74.666    | [ 10 ] |
| 1925 | 76.604    | [ 10 ] |
| 1933 | 77.104    | [ 10 ] |
| 1939 | 75.879    | [ 10 ] |

## Politik

### Landräte
- 1818–184400Wilhelm Leopold Köhn von Jaski
- 1844–184700Kühnast
- 1848–184900Thamm (komm.)
- 1849–185600Karl Mathäus Schede
- 1856–186200Otto Karl von Hüllessem-Meerscheidt
- 1863–188600Rudolf von Brandt
- 1886–191900Gustav Adametz[11]
- 1919–192600Willy Kramer
- 1926–193300John Menger
- 1933–193400Walter Kratz
- 1934–194100Gustav Gunia
- 1941–194500Carl-Georg Wittich[12]

### Wahlen
Im Deutschen Kaiserreich bildete der Kreis Osterode zusammen mit dem Kreis Neidenburg den Reichstagswahlkreis Königsberg 8.

## Gemeinden
Mit Stand vom 1. Januar 1939 gehörten zum Kreis Osterode vier Städte und 167 Landgemeinden:
- Adamsgut
- Altfinken
- Altstadt
- Arnau
- Baarwiese
- Bednarken
- Bergfriede
- Bergling
- Bieberswalde
- Bienau
- Biessellen
- Bolleinen
- Brückendorf
- Buchwalde
- Bujaken
- Dembenofen
- Döhlau
- Döhringen
- Domkau
- Dröbnitz
- Dungen
- Eichdamm (Ostpr.)
- Elgenau
- Falkenstein
- Faulen
- Frödau
- Frögenau
- Gallinden
- Ganshorn b. Gilgenburg
- Geierswalde
- Georgenthal
- Gilgenau
- Gilgenburg, Stadt
- Glanden
- Görlitz
- Grasnitz
- Grieben
- Gröben
- Groß Altenhagen
- Groß Kirsteinsdorf
- Groß Lauben
- Groß Lehwalde
- Groß Maransen
- Groß Nappern
- Groß Werder
- Grünfelde
- Gusenofen
- Haasenberg
- Heeselicht
- Heinrichsdorf
- Hinzbruch
- Hirschberg
- Hohenstein i. Ostpr., Stadt
- Ilgenhöh
- Januschkau
- Johannisberg
- Jonasdorf
- Jugendfelde
- Jungingen (Ostpr.)
- Kämmersdorf
- Kernsdorf
- Ketzwalde
- Klein Gehlfeld
- Klein Lehwalde
- Klein Maransen
- Klein Reußen
- Kleintal
- Klonau
- Köllmisch Lichteinen
- Kompitten
- Königsgut
- Kraplau
- Kunchengut
- Kurken
- Langstein
- Lautens
- Leip
- Lichteinen
- Liebemühl, Stadt
- Lindenau
- Lindenwalde
- Locken
- Lubainen
- Ludwigsdorf
- Luttken
- Luzeinen
- Magergut
- Makrauten
- Manchengut
- Marienfelde
- Marwalde
- Meitzen
- Mertinsdorf
- Mispelsee
- Mittelgut
- Moldsen
- Mörken
- Moschnitz
- Mühlen
- Nadrau
- Neudorf
- Neuhain
- Osterode i. Ostpr., Stadt
- Osterwein
- Osterwitt
- Parwolken
- Paulsgut
- Persing
- Peterswalde
- Platteinen
- Plichten
- Poburzen
- Podleiken
- Pötzdorf
- Pulfnick
- Ramten
- Rapatten
- Rauden
- Rauschken
- Reichenau
- Rhein
- Röschken
- Rothwasser
- Ruhwalde
- Sabangen
- Sallewen
- Sallmeien
- Sassendorf (Ostpr.)
- Schildeck
- Schmückwalde
- Schönhausen
- Schwedrich
- Schwenteinen
- Schwirgstein
- Seebude
- Seemen
- Seewalde
- Sellwa
- Sensujen
- Sensutten
- Seubersdorf
- Seythen
- Sophienthal
- Spogahnen
- Steffenswalde
- Taberbrück
- Tafelbude
- Tannenberg
- Taulensee
- Tharden
- Theuernitz
- Thierberg
- Thomareinen
- Thomascheinen
- Thymau
- Thyrau
- Tolleinen
- Treuwalde
- Turauken
- Waplitz
- Warglitten b. Osterode
- Warneinen
- Warweiden
- Waschetta
- Wilken
- Wilmsdorf
- Wittigwalde
- Wittmannsdorf
- Witulten
- Wönicken
- Worleinen

Daneben bestanden noch die beiden unbewohnten Forstgutsbezirke Hartigswalde und Taberbrücker Heide.
Vor 1945 aufgelöste Gemeinden
| - Freiwalde, am 30. September 1928 zu Lichteinen - Greisenau, am 30. September 1928 zu Kraplau - Groschken, am 15. August 1920 abgetreten an Polen - Groß Grieben, am 30. September 1928 zu Grieben - Groß Gröben, am 30. September 1928 zu Gröben - Groß Pötzdorf, am 30. September 1928 zu Pötzdorf - Güntlau, am 30. September 1928 zu Klonau - Heinrichau, am 30. September 1928 zu Döhlau - Joachimowo, 1887 zum Gutsbezirk Platteinen - Klein Lobenstein, am 15. August 1920 abgetreten an Polen | - Klein Nappern, am 15. August 1920 abgetreten an Polen - Koiden, am 30. September 1928 zu Falkenstein - Königlich Bergfriede, am 30. September 1928 zu Bergfriede - Markuschöwen, am 30. September 1929 zu Taberbrück - Niederwolla, 1903 zu Groß Pötzdorf - Pientken, unbekannten Datums wohl zu Klein Lobenstein - Quirmen, 1889 zum Gutsbezirk Wittigwalde - Rzepken, am 24. Juni 1887 zum Gutsbezirk Grabitzken - Sauden, am 1. April 1933 zu Hohenstein - Seelesen, am 8. Oktober 1901 Herabstufung zum Gutsbezirk - Szioreinen, am 15. November 1928 zu Alt Jablonken |

## Ortsnamen
Unter der nationalsozialistischen Regierung fanden am 16. Juli 1938 im Kreis Osterode umfangreiche Umbenennungen von Ortsnamen statt. Dabei handelte es sich um lautliche Angleichungen, Übersetzungen oder freie Erfindungen:
- Alt Jablonken → Altfinken
- Baginsken → Bürgersee
- Bogunschöwen → Ilgenhöh
- Dlusken → Seebude
- Grabitzken → Geierseck
- Grabniak → Ohmenhöh
- Jablonowo → Dreililien
- Jacubowo → Wellhausen
- Jankowitz → Sassendorf (Ostpr.)
- Januschkau → Osterschau
- Kalwa → Kleintal
- Krajewo → Wickersbach
- Markuschöwen → Markushöfen
- Neu Jablonken → Neufinken
- Nicponi → Buschhof
- Niederwolla → Ohmengrund
- Ostrowitt → Osterwitt
- Polko → Brandtshöhe
- Radomken → Kurzbachmühle
- Rzepken → Geierskreuz
- Sabioch → Teerwald
- Sawadden → Jungingen (Ostpr.)
- Sdroiken → Eulenwinkel
- Sellwa → Sellwen
- Sulawken → Kleinbednarken
- Szioreinen → Schioreinen
- Thurowken → Turauken
- Udzikau → Mertinsfelde
- Waschetta → Waschette
- Wrobbeln → Geiershof
- Wronowo → Wiesengut
- Zielonka → Finkenhorst

Bereits vor 1938 gab es die folgenden Namensänderungen:
- Adlig Lichteinen = Lichteinen b. Osterode → Lichteinen (1931)
- Czierspienten → Treuwalde (1902)
- Dombrowken → Eichdamm (Ostpr.) (1933)
- Gay am Wittigwalde → Neuhain (1932)
- Gay bei Hohenstein → Gärtringen (nach 1933)
- Jagielleck → Forsthaus Hohenstein (nach 1933)
- Königlich Lichteinen = Lichteinen b. Hohenstein → Köllmisch Lichteinen (1931)
- Ziegenberg → Schönhausen (Ostpr.) (1926)